# Statistiche e record della nazionale maschile di calcio dell'Italia
In questa pagina sono riportate le statistiche e i record della nazionale A di calcio dell'Italia, rappresentativa calcistica dell'Italia, posta sotto l'egida della Federazione Italiana Giuoco Calcio.

## Statistiche di squadra

### Bilancio degli incontri
Legenda colori:

           Bilancio positivo (maggior numero di vittorie)

           Bilancio neutro (stesso numero di vittorie e sconfitte)

           Bilancio negativo (maggior numero di sconfitte)

#### Per competizione
Di seguito la tabella con le statistiche di tutte le partite ufficiali giocate dalla nazionale di calcio dell'Italia per ogni competizione.
Dati aggiornati al 9 giugno 2025, dopo l'incontro Italia-Moldavia.
| Competizione                               | In  | V   | N   | S   | V%     | RF   | RS  | DR   |
| ------------------------------------------ | --- | --- | --- | --- | ------ | ---- | --- | ---- |
| Amichevole                                 | 405 | 198 | 116 | 91  | 48,89% | 682  | 449 | +233 |
| Qualificazioni al campionato europeo UEFA  | 126 | 78  | 32  | 16  | 61,90% | 240  | 85  | +155 |
| Qualificazioni al campionato mondiale FIFA | 120 | 79  | 30  | 11  | 65,83% | 236  | 75  | +161 |
| Campionato mondiale FIFA                   | 83  | 45  | 21  | 17  | 54,22% | 128  | 77  | +51  |
| Campionato europeo UEFA                    | 49  | 22  | 19  | 8   | 44,90% | 55   | 36  | +19  |
| Coppa Internazionale                       | 46  | 21  | 11  | 14  | 45,65% | 84   | 70  | +14  |
| UEFA Nations League                        | 28  | 13  | 9   | 6   | 46,43% | 41   | 31  | +10  |
| Giochi olimpici                            | 23  | 14  | 1   | 8   | 60,87% | 71   | 38  | +33  |
| FIFA Confederations Cup                    | 8   | 3   | 2   | 3   | 37,50% | 13   | 15  | -2   |
| Coppa dei Campioni CONMEBOL-UEFA           | 1   | 0   | 0   | 1   | 0,00%  | 0    | 3   | -3   |
| Totale                                     | 889 | 473 | 241 | 175 | 53,21% | 1550 | 879 | +671 |

#### Per fattore campo
Di seguito la tabella con le statistiche di tutte le partite ufficiali giocate dalla nazionale di calcio dell'Italia, in base al fattore campo.
Dati aggiornati al 9 giugno 2025, dopo l'incontro Italia-Moldavia.
| Competizione | In  | V   | N   | S   | V%     | RF   | RS  | DR   |
| ------------ | --- | --- | --- | --- | ------ | ---- | --- | ---- |
| Casa         | 396 | 261 | 96  | 39  | 65,91% | 839  | 304 | +535 |
| Trasferta    | 324 | 136 | 98  | 90  | 41,98% | 447  | 377 | +70  |
| Campo neutro | 169 | 76  | 47  | 46  | 44,97% | 264  | 198 | +66  |
| Totale       | 889 | 473 | 241 | 175 | 53,21% | 1550 | 879 | +671 |

#### Per avversario
La nazionale di calcio dell'Italia, oltre ad essere una della selezioni più titolate al mondo, occupa anche i primi posti delle classifiche inerenti ai risultati accumulati nel totale degli incontri disputati. Su oltre ottanta avversarie incontrate nel corso della sua storia, l'Italia detiene un bilancio positivo nei "testa a testa" con una larga maggioranza di esse, tra le quali anche rivali storiche.

### Bilancio nelle competizioni

#### Partecipazioni
Di seguito la tabella con le partecipazioni dalla nazionale di calcio dell'Italia in ogni competizione.
Dati aggiornati al 6 giugno 2025, dopo l'incontro Norvegia-Italia.
| Competizione                               | PT | ET | PP        | UP        |
| ------------------------------------------ | -- | -- | --------- | --------- |
| Campionato mondiale FIFA                   | 18 | 22 | 1934      | 2014      |
| Qualificazioni al campionato mondiale FIFA | 18 | 23 | 1933-1934 | 2025-2026 |
| Qualificazioni al campionato europeo UEFA  | 15 | 17 | 1962-1964 | 2023-2024 |
| Campionato europeo UEFA                    | 11 | 17 | 1968      | 2024      |
| Giochi olimpici                            | 6  | 6  | 1912      | 1948      |
| Coppa Internazionale                       | 6  | 6  | 1927-1930 | 1955-1960 |
| UEFA Nations League                        | 4  | 4  | 2018-2019 | 2024-2025 |
| FIFA Confederations Cup                    | 2  | 10 | 2009      | 2013      |
| Coppa dei Campioni CONMEBOL-UEFA           | 1  | 3  | 2022      | 2022      |

#### Classifiche storiche

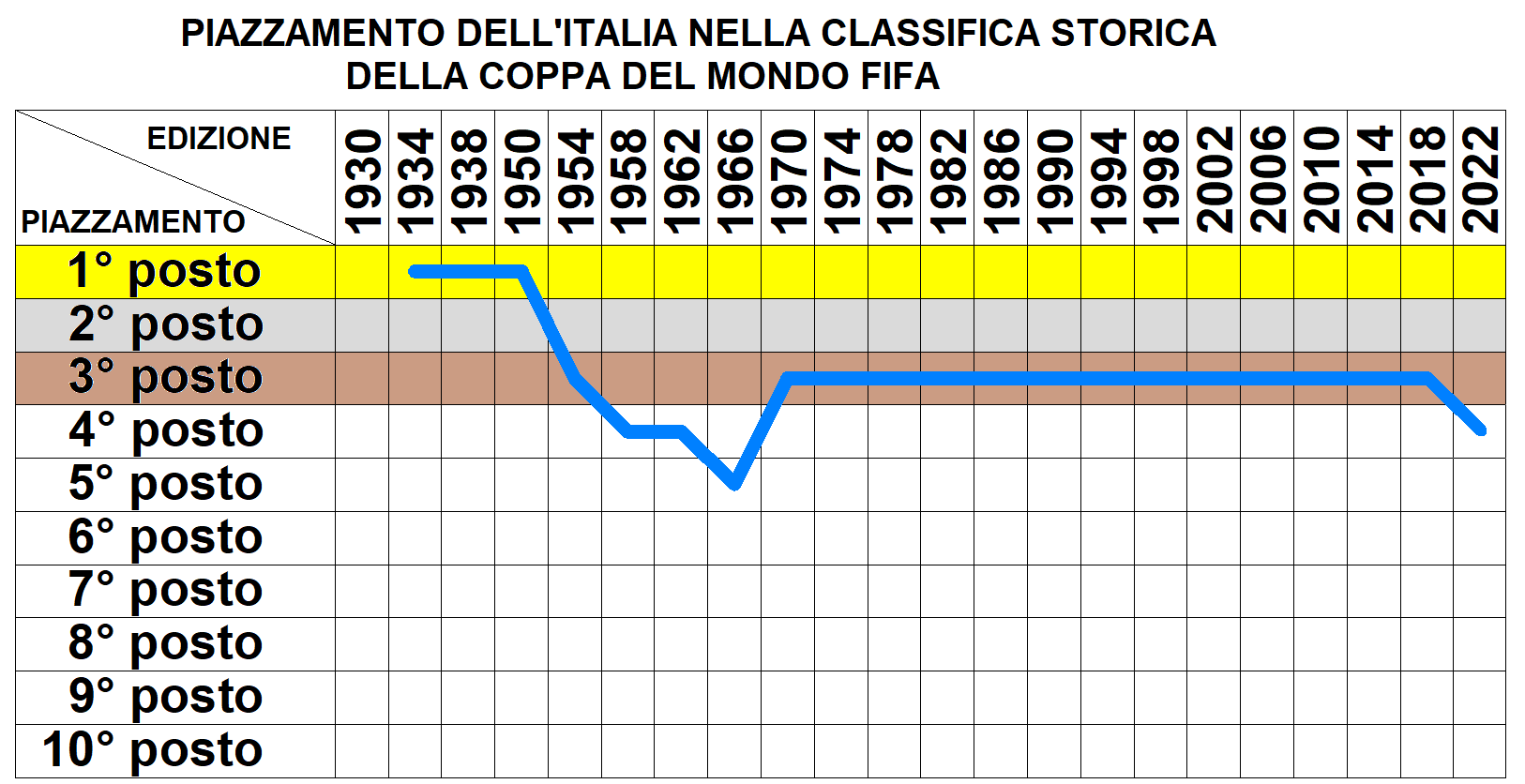
Piazzamento storico dell'Italia nella classifica perpetua della Coppa del Mondo FIFA

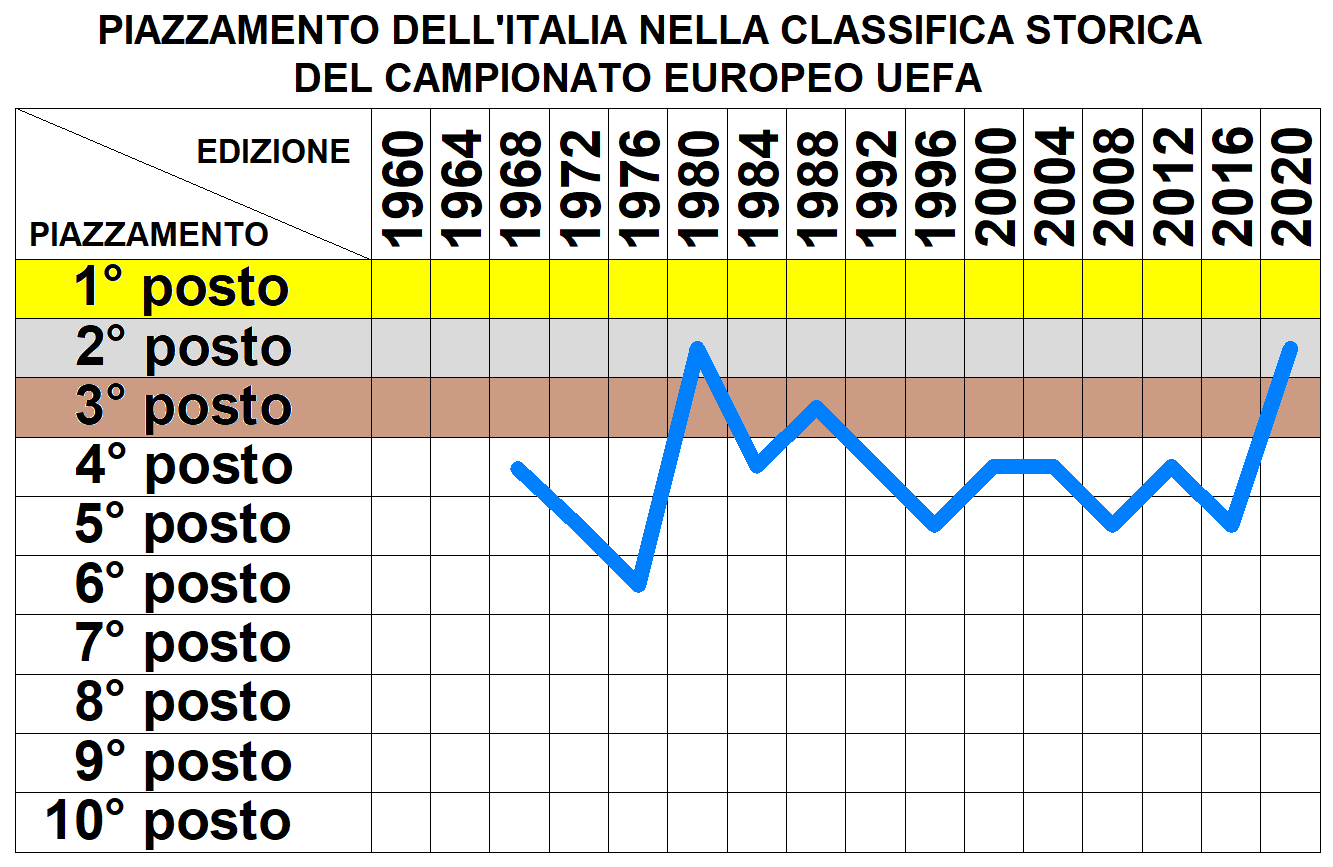
Piazzamento storico dell'Italia nella classifica perpetua del campionato europeo UEFA

Nella classifica storica dei mondiali di calcio gli Azzurri occupano la quarta posizione dietro il Brasile, la Germania, e l'Argentina, davanti alla Francia, all'Inghilterra e alla Spagna. Non risultano invece ai primi posti nella classifica perpetua delle qualificazioni europee alla Coppa del Mondo FIFA, ma ciò è dovuto al minor numero di incontri disputati rispetto ad altre nazionali, poiché l'Italia più volte è stata qualificata di diritto alla fase finale del torneo in quanto paese ospitante o campione in carica; rapportando invece i risultati al numero di incontri disputati, gli Azzurri tornano nuovamente nei primi posti anche nella classifica storica delle qualificazioni.
Nella classifica storica degli europei di calcio, la vittoria al campionato d'Europa 2020 aveva consentito alla nazionale italiana di posizionarsi al secondo posto dietro alla Germania, anche in questa graduatoria, e davanti alla Spagna, pur avendo gli iberici all'epoca un successo in più nella competizione continentale. Dopo il campionato d'Europa 2024, vinta dalla nazionale iberica, l'Italia è terza nella classifica storica, dietro a Germania e Spagna. Anche nella classifica perpetua della qualificazioni all'europeo, l'Italia è piazzata nei primi posti per i risultati conseguiti.
Di seguito la tabella con le statistiche di tutte le classifiche storiche nelle fasi finali delle competizioni.
Dati aggiornati a dopo il campionato europeo 2024, ultima fase finale di un torneo disputata.
Legenda colori:

           Primo posto

           Secondo posto

           Terzo posto

           Altro piazzamento

| Competizione             | Pos.      | Note   |
| ------------------------ | --------- | ------ |
| Campionato europeo UEFA  | 3º posto  | [ 12 ] |
| Campionato mondiale FIFA | 4º posto  | [ 13 ] |
| FIFA Confederations Cup  | 13º posto | [ 14 ] |
| Giochi olimpici          | 1º posto  |        |

### Statistiche dettagliate sulle competizioni
Dati aggiornati al 23 marzo 2025, dopo l'incontro Germania-Italia.

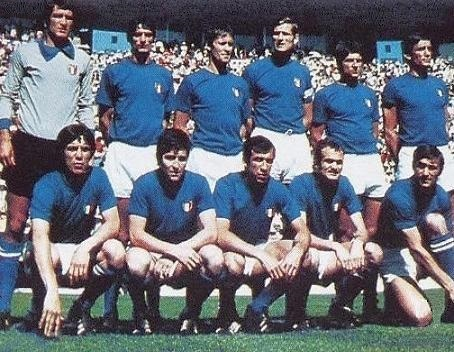
L'Italia finalista mondiale nel 1970

Gli Azzurri si preparano per l'europeo 1988

Campionato mondiale
| Anno | Luogo                          | Piazzamento      | V | N | P | Reti |
| ---- | ------------------------------ | ---------------- | - | - | - | ---- |
| 1930 | Uruguay                        | Non partecipante | - | - | - | -    |
| 1934 | Italia                         | Campione         | 4 | 1 | 0 | 12:3 |
| 1938 | Francia                        | Campione         | 4 | 0 | 0 | 11:5 |
| 1950 | Brasile                        | Primo turno      | 1 | 0 | 1 | 4:3  |
| 1954 | Svizzera                       | Primo turno      | 1 | 0 | 2 | 6:7  |
| 1958 | Svezia                         | Non qualificata  | - | - | - | -    |
| 1962 | Cile                           | Primo turno      | 1 | 1 | 1 | 3:2  |
| 1966 | Inghilterra                    | Primo turno      | 1 | 0 | 2 | 2:2  |
| 1970 | Messico                        | Secondo posto    | 3 | 2 | 1 | 10:8 |
| 1974 | Germania Ovest                 | Primo turno      | 1 | 1 | 1 | 5:4  |
| 1978 | Argentina                      | Quarto posto     | 4 | 1 | 2 | 9:6  |
| 1982 | Spagna                         | Campione         | 4 | 3 | 0 | 12:6 |
| 1986 | Messico                        | Ottavi di finale | 1 | 2 | 1 | 5:6  |
| 1990 | Italia                         | Terzo posto      | 6 | 1 | 0 | 10:2 |
| 1994 | Stati Uniti                    | Secondo posto    | 4 | 2 | 1 | 8:5  |
| 1998 | Francia                        | Quarti di finale | 3 | 2 | 0 | 8:3  |
| 2002 | Corea del Sud / Giappone       | Ottavi di finale | 1 | 1 | 2 | 5:5  |
| 2006 | Germania                       | Campione         | 5 | 2 | 0 | 12:2 |
| 2010 | Sudafrica                      | Primo turno      | 0 | 2 | 1 | 4:5  |
| 2014 | Brasile                        | Primo turno      | 1 | 0 | 2 | 2:3  |
| 2018 | Russia                         | Non qualificata  | - | - | - | -    |
| 2022 | Qatar                          | Non qualificata  | - | - | - | -    |
| 2026 | Stati Uniti / Canada / Messico | -                | - | - | - | -    |

Campionato europeo
| Anno | Luogo                | Piazzamento      | V | N | P | Gol  |
| ---- | -------------------- | ---------------- | - | - | - | ---- |
| 1960 | Francia              | Non partecipante | - | - | - | -    |
| 1964 | Spagna               | Non qualificata  | - | - | - | -    |
| 1968 | Italia               | Campione         | 1 | 2 | 0 | 3:1  |
| 1972 | Belgio               | Non qualificata  | - | - | - | -    |
| 1976 | Jugoslavia           | Non qualificata  | - | - | - | -    |
| 1980 | Italia               | Quarto posto     | 1 | 3 | 0 | 2:1  |
| 1984 | Francia              | Non qualificata  | - | - | - | -    |
| 1988 | Germania Ovest       | Semifinali       | 2 | 1 | 1 | 4:3  |
| 1992 | Svezia               | Non qualificata  | - | - | - | -    |
| 1996 | Inghilterra          | Primo turno      | 1 | 1 | 1 | 3:3  |
| 2000 | Belgio / Paesi Bassi | Secondo posto    | 4 | 1 | 1 | 9:4  |
| 2004 | Portogallo           | Primo turno      | 1 | 2 | 0 | 3:2  |
| 2008 | Austria / Svizzera   | Quarti di finale | 1 | 2 | 1 | 3:4  |
| 2012 | Polonia / Ucraina    | Secondo posto    | 2 | 3 | 1 | 6:7  |
| 2016 | Francia              | Quarti di finale | 3 | 1 | 1 | 6:2  |
| 2020 | Europa               | Campione         | 5 | 2 | 0 | 13:4 |
| 2024 | Germania             | Ottavi di finale | 1 | 1 | 2 | 3:5  |

Nations League
| Anno      | Luogo della fase finale | Piazzamento      | V | N | P | Gol   |
| --------- | ----------------------- | ---------------- | - | - | - | ----- |
| 2018-2019 | Portogallo              | 8º in Lega A     | 1 | 2 | 1 | 2:2   |
| 2020-2021 | Italia                  | Terzo posto      | 4 | 3 | 1 | 10:5  |
| 2022-2023 | Paesi Bassi             | Terzo posto      | 4 | 2 | 2 | 12:11 |
| 2024-2025 | Germania                | Quarti di finale | 4 | 2 | 2 | 17:13 |

Giochi olimpici
| Anno | Luogo     | Piazzamento             | V | N | P | Reti  |
| ---- | --------- | ----------------------- | - | - | - | ----- |
| 1912 | Stoccolma | Turno di qualificazione | 1 | 0 | 2 | 4:8   |
| 1920 | Anversa   | Quarti di finale        | 2 | 0 | 2 | 5:7   |
| 1924 | Parigi    | Quarti di finale        | 2 | 0 | 1 | 4:2   |
| 1928 | Amsterdam | Bronzo                  | 3 | 1 | 1 | 25:11 |
| 1936 | Berlino   | Oro                     | 4 | 0 | 0 | 13:2  |
| 1948 | Londra    | Quarti di finale        | 1 | 0 | 1 | 12:5  |

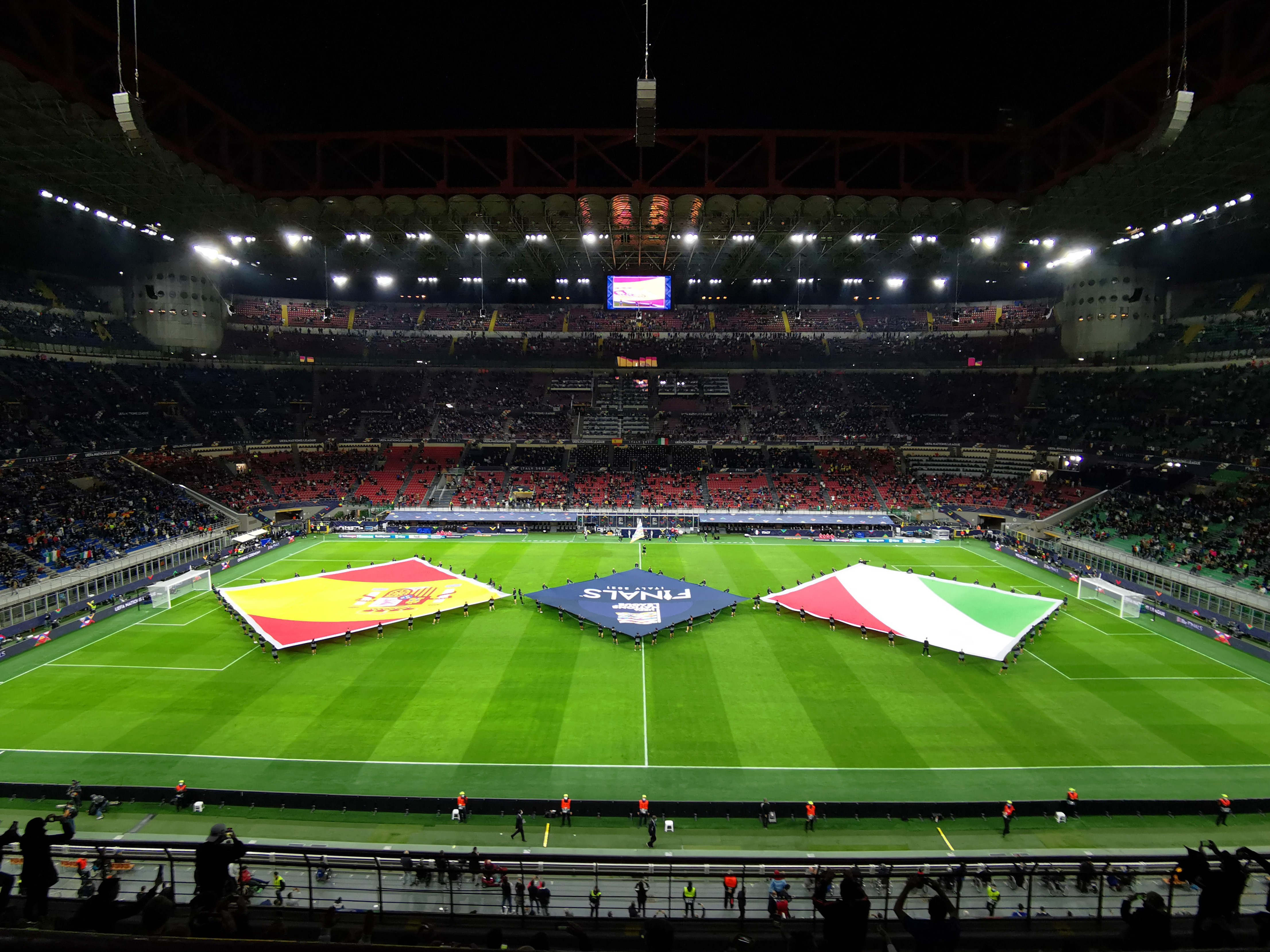
Il prepartita della semifinale Italia-Spagna della UEFA Nations League 2020-2021

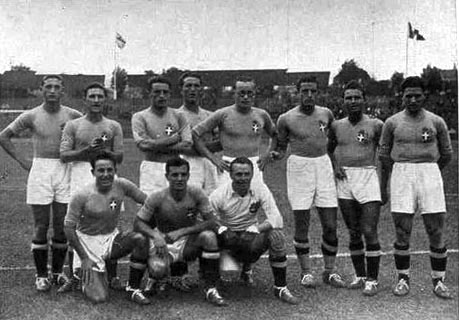
La nazionale A medaglia d'oro a Berlino 1936

- Nota bene: per le informazioni sui risultati ai Giochi olimpici nelle edizioni successive al 1948 visionare la pagina della nazionale olimpica.

La nazionale italiana nel 1956 prima di un incontro valido per l'ultima Coppa Internazionale

Confederations Cup
| Anno | Luogo                    | Piazzamento     | V | N | P | Reti  |
| ---- | ------------------------ | --------------- | - | - | - | ----- |
| 1992 | Arabia Saudita           | Non invitata    | - | - | - | -     |
| 1995 | Arabia Saudita           | Non invitata    | - | - | - | -     |
| 1997 | Arabia Saudita           | Non qualificata | - | - | - | -     |
| 1999 | Messico                  | Non qualificata | - | - | - | -     |
| 2001 | Corea del Sud / Giappone | Rinuncia        | - | - | - | -     |
| 2003 | Francia                  | Rinuncia        | - | - | - | -     |
| 2005 | Germania                 | Non qualificata | - | - | - | -     |
| 2009 | Sudafrica                | Primo turno     | 1 | 0 | 2 | 3:5   |
| 2013 | Brasile                  | Terzo posto     | 2 | 2 | 1 | 10:10 |
| 2017 | Russia                   | Non qualificata | - | - | - | -     |

Coppa dei Campioni CONMEBOL-UEFA
| Anno | Luogo       | Piazzamento   | V | N | P | Reti |
| ---- | ----------- | ------------- | - | - | - | ---- |
| 2022 | Inghilterra | Secondo posto | 0 | 0 | 1 | 0:3  |

Coppa Internazionale
| Anni      | Piazzamento   | V | N | P | Reti  |
| --------- | ------------- | - | - | - | ----- |
| 1927-1930 | Campione      | 5 | 1 | 2 | 21:15 |
| 1931-1932 | Secondo posto | 3 | 3 | 2 | 14:11 |
| 1933-1935 | Campione      | 5 | 1 | 2 | 18:10 |
| 1936-1938 | Non terminata | 3 | 1 | 0 | 9:4   |
| 1948-1953 | Quarto posto  | 3 | 2 | 3 | 10:9  |
| 1955-1960 | Quinto posto  | 2 | 3 | 5 | 12:21 |

## Record di squadra

### Incontri record
L'incontro con il maggior numero di reti segnate nella storia della nazionale di calcio dell'Italia ebbe luogo il 9 giugno 1928 allo Stadio Olimpico di Amsterdam; nella finale per la conquista della medaglia di bronzo al torneo di calcio ai Giochi della IX Olimpiade, le squadre in campo segnarono quattordici gol totali, undici dei quali realizzati dagli Azzurri, che superarono con il punteggio di 11-3 l'Egitto: per l'Italia segnarono un tripletta Angelo Schiavio, Elvio Banchero e Mario Magnozzi e una doppietta Adolfo Baloncieri. Quest'incontro riporta anche il record attuale dell'Italia per il maggior numero di reti segnate in una singola gara.
La vittoria più larga della nazionale di calcio dell'Italia si ebbe invece il 2 agosto 1948 al Griffin Park di Brentford, sobborgo di Londra: negli ottavi di finale del torneo di calcio ai Giochi della XIV Olimpiade, gli Azzurri superarono con il punteggio di 9-0 gli Stati Uniti: quattro gol di Francesco Pernigo, doppietta di Emidio Cavigioli e un gol ciascuno per Emilio Caprile, Adone Stellin e Angelo Turconi.
La sconfitta più pesante per differenza reti e quella con il maggior numero di gol subiti, nella storia della nazionale di calcio dell'Italia, coincidono con l'amichevole del 6 aprile 1924 allo Nándor Hidegkuti Stadion di Budapest contro i padroni di casa dell'Ungheria; gli Azzurri persero quell'incontro per 7-1 e il gol della bandiera arrivò al 76º minuto, sul punteggio di 7-0 per gli ungheresi.
Dati aggiornati al 9 giugno 2025, dopo l'incontro Italia-Moldavia.
| Record                                 | Incontro               | Luogo                                         | Data             | Competizione         | Note   |
| -------------------------------------- | ---------------------- | --------------------------------------------- | ---------------- | -------------------- | ------ |
| Maggior numero di reti totali          | Italia-Egitto 11-3     | Stadio Olimpico, Amsterdam (Paesi Bassi)      | 9 giugno 1928    | Giochi Olimpici 1928 | [ 25 ] |
| Vittoria più larga                     | Italia-Stati Uniti 9-0 | Griffin Park, Brentford (Inghilterra)         | 2 agosto 1948    | Giochi Olimpici 1948 | [ 26 ] |
| Maggior numero di reti segnate         | Italia-Egitto 11-3     | Stadio Olimpico, Amsterdam (Paesi Bassi)      | 9 giugno 1928    | Giochi Olimpici 1928 | [ 27 ] |
| Pareggio con il maggior numero di reti | Svizzera-Italia 4-4    | Stadio Hardturm, Zurigo (Svizzera)            | 11 novembre 1945 | Amichevole           | [ 25 ] |
| Sconfitta più pesante                  | Ungheria-Italia 7-1    | Nándor Hidegkuti Stadion, Budapest (Ungheria) | 6 aprile 1924    | Amichevole           | [ 28 ] |
| Maggior numero di reti subite          | Ungheria-Italia 7-1    | Nándor Hidegkuti Stadion, Budapest (Ungheria) | 6 aprile 1924    | Amichevole           | [ 29 ] |

### Serie record
Tra le serie record della nazionale di calcio dell'Italia, quello principale è stato realizzato nel periodo compreso tra il 10 ottobre 2018 (pareggio al Ferraris contro l'Ucraina) e l'8 settembre 2021 (vittoria al Mapei Stadium contro la Lituania): gli Azzurri sono rimasti imbattuti per un totale di 37 gare ufficiali consecutive, superando nel pareggio a reti bianche contro la Svizzera del 5 settembre 2021 il precedente record per le nazionali maschili di 35 partite ufficiali consecutive senza sconfitte, che era detenuto congiuntamente dalla nazionale brasiliana (tra il 16 dicembre 1993 e il 21 gennaio 1996) e dalla nazionale spagnola (tra il 7 febbraio 2007 e il 24 giugno 2009). Inoltre, se si escludono le gare amichevoli da questa serie, gli azzurri detengono anche il record di imbattibilità in gare di competizioni per nazionali maschili, avendo realizzato una striscia di 31 partite senza perdere, superando il precedente primato della nazionale spagnola (29) nel periodo 2010-2013.
Dati aggiornati al 9 giugno 2025, dopo l'incontro Italia-Moldavia.
Legenda colori:

           Record mondiale

| Serie                                                           | N. incontri          | Periodo                             | Avversari | Note   |
| --------------------------------------------------------------- | -------------------- | ----------------------------------- | --- | ------ |
| Maggior numero di vittorie consecutive                          | 13                   | 11 novembre 2020 - 2 luglio 2021    | Estonia (4-0), Polonia (2-0), Bosnia ed Erzegovina (2-0), Irlanda del Nord (2-0), Bulgaria (2-0), Lituania (2-0), San Marino (7-0), Rep. Ceca (4-0), Turchia (3-0), Svizzera (3-0), Galles (1-0), Austria (2-1 d.t.s.), Belgio (2-1) | [ 30 ] |
| Maggior numero di pareggi consecutivi                           | 5                    | 8 giugno 1997 – 29 ottobre 1997     | Brasile (3-3), Francia (2-2), Georgia (0-0), Inghilterra (0-0), Russia (1-1) | [ 31 ] |
| Maggior numero di sconfitte consecutive                         | 3                    | 21 maggio 1911 - 29 giugno 1912     | Svizzera (0-3), Francia (3-4), Finlandia (2-3 d.t.s.) | [ 31 ] |
| Maggior numero di sconfitte consecutive                         | 3                    | 3 luglio 1912 - 12 gennaio 1913     | Austria (1-5), Austria (1-3), Francia (0-1) | [ 31 ] |
| Maggior numero di sconfitte consecutive                         | 3                    | 23 giugno 1974 - 20 novembre 1974   | Polonia (1-2), Jugoslavia (0-1), Paesi Bassi (1-3) | [ 31 ] |
| Maggior numero di sconfitte consecutive                         | 3                    | 25 settembre 1985 - 5 febbraio 1986 | Norvegia (1-2), Polonia (0-1), Germania Ovest (1-2) | [ 31 ] |
| Maggior numero di sconfitte consecutive                         | 3                    | 15 novembre 2011- 1 giugno 2012     | Uruguay (0-1), Stati Uniti (0-1), Russia (0-3) | [ 31 ] |
| Maggior numero di incontri consecutivi senza sconfitte          | 37 (record mondiale) | 10 ottobre 2018 - 8 settembre 2021  | Ucraina (1-1), Polonia (1-0), Portogallo (0-0), Stati Uniti (1-0), Finlandia (2-0), Liechtenstein (6-0), Grecia (3-0), Bosnia ed Erzegovina (2-1), Armenia (3-1), Finlandia (2-1), Grecia (2-0), Liechtenstein (5-0), Bosnia ed Erzegovina (3-0),Armenia (9-1), Bosnia ed Erzegovina (1-1), Paesi Bassi (1-0), Moldavia (6-0), Polonia (0-0), Paesi Bassi (1-1), Estonia (4-0), Polonia (2-0), Bosnia ed Erzegovina (2-0), Irlanda del Nord (2-0), Bulgaria (2-0), Lituania (2-0), San Marino (7-0), Rep. Ceca (4-0), Turchia (3-0), Svizzera (3-0), Galles (1-0), Austria (2-1 d.t.s.), Belgio (2-1), Spagna (1-1, 4-2 d.c.r.), Inghilterra (1-1, 3-2 d.c.r.), Bulgaria (1-1), Svizzera (0-0), Lituania (5-0)                                                          | [ 32 ] |
| Maggior numero di incontri consecutivi senza pareggi            | 20                   | 28 dicembre 1952 - 1 luglio 1956    | Svizzera (2-0), Rep. Ceca (0-2), Ungheria (0-3), Egitto (2-1), Rep. Ceca (3-0), Egitto (5-1), Francia (3-1), Svizzera (1-2), Belgio (4-1), Svizzera (1-4), Argentina (2-0), Belgio (1-0), Germania Ovest (2-1), Jugoslavia (0-4), Ungheria (0-2), Germania Ovest (2-1), Francia (2-0), Brasile (3-0), Argentina (0-1), Brasile (0-2) | [ 31 ] |
| Maggior numero di incontri consecutivi senza pareggi            | 20                   | 22 novembre 1975 - 25 gennaio 1978  | Paesi Bassi (1-0), Grecia (3-2), Portogallo (3-1), Stati Uniti (4-0), Inghilterra (2-3), Brasile (1-4), Romania (4-1), Danimarca (1-0), Jugoslavia (3-0), Lussemburgo (1-4), Inghilterra (2-0), Portogallo (1-2), Belgio (2-1), Finlandia (3-0), Germania Ovest (2-1), Finlandia (6-1), Inghilterra (0-2), Lussemburgo (3-0), Belgio (1-0), Spagna (1-2) | [ 31 ] |
| Maggior numero di incontri consecutivi senza vittorie           | 8                    | 15 gennaio 1958 – 29 novembre 1959  | Irlanda del Nord (1-2), Austria (2-3), Francia (2-2), Rep. Ceca (1-1), Spagna (1-1), Inghilterra (2-2), Rep. Ceca (1-2), Ungheria (1-1) | [ 31 ] |
| Maggior numero di incontri consecutivi senza subire reti        | 12 (record mondiale) | 7 ottobre 1972 – 8 giugno 1974      | Lussemburgo (4-0), Svizzera (0-0), Turchia (0-0), Turchia (1-0), Lussemburgo (5-0), Brasile (2-0), Inghilterra (2-0), Svezia (2-0), Svizzera (2-0), Inghilterra (1-0), Germania Ovest (0-0), Austria (0-0) | [ 31 ] |
| Maggior numero di incontri consecutivi senza segnare reti       | 3                    | 8 giugno 1975 - 26 ottobre 1975     | Unione Sovietica (0-1), Finlandia (0-0), Polonia (0-0) | [ 31 ] |
| Maggior numero di incontri consecutivi senza segnare reti       | 3                    | 18 aprile 1987 - 3 giugno 1987      | Germania Ovest (0-0), Norvegia (0-0), Svezia (0-1) | [ 31 ] |
| Maggior numero di incontri consecutivi senza segnare reti       | 3                    | 15 novembre 1989 - 21 febbraio 1990 | Inghilterra (0-0), Argentina (0-0), Paesi Bassi (0-0) | [ 31 ] |
| Maggior numero di incontri consecutivi senza segnare reti       | 3                    | 18 giugno 2009 - 21 agosto 2009     | Egitto (0-1), Brasile (0-2), Svezia (0-0) | [ 31 ] |
| Maggior numero di incontri consecutivi senza segnare reti       | 3                    | 15 novembre 2011 - 1 giugno 2012    | Uruguay (0-1), Stati Uniti (0-1), Russia (0-3) | [ 31 ] |
| Maggior numero di incontri consecutivi senza segnare reti       | 3                    | 10 novembre 2017 – 23 marzo 2018    | Svezia (0-1), Svezia (0-0), Argentina (0-1) | [ 31 ] |
| Maggior numero di incontri consecutivi segnando almeno una rete | 43                   | 20 maggio 1931 – 31 ottobre 1937    | Scozia (3-0), Cecoslovacchia (2-2), Ungheria (3-2), Svizzera (3-0), Austria (1-2), Francia (2-1), Ungheria (1-1), Cecoslovacchia (1-2), Ungheria (4-2), Germania (3-1), Belgio (3-2), Svizzera (3-0), Cecoslovacchia (2-0), Inghilterra (1-1), Ungheria (1-0), Svizzera (5-2), Austria (2-4), Grecia (4-0), Stati Uniti (7-1), Spagna (1-1), Spagna (1-0), Austria (1-0), Cecoslovacchia (2-1 d.t.s.), Inghilterra (2-3), Ungheria (4-2), Francia (2-1), Austria (2-0), Cecoslovacchia (1-2), Ungheria (2-2), Svizzera (2-1), Austria (2-2), Ungheria (2-1), Stati Uniti (1-0), Giappone (8-0), Norvegia (2-1 d.t.s.), Austria (2-1 d.t.s.), Svizzera (4-2), Germania (2-2), Cecoslovacchia (2-0), Ungheria (2-0), Cecoslovacchia (1-0), Norvegia (3-1), Svizzera (2-2) | [ 31 ] |
| Maggior numero di incontri consecutivi subendo almeno una rete  | 18                   | 31 gennaio 1915 – 1 gennaio 1923    | Svizzera (3-1), Francia (9-4), Svizzera (3-0), Paesi Bassi (1-1), Egitto (2-1), Francia (1-3), Norvegia (2-1 d.t.s.), Spagna (0-2), Francia (2-1), Svizzera (2-1), Belgio (3-2), Paesi Bassi (2-2), Svizzera (1-1), Austria (3-3), Cecoslovacchia (1-1), Belgio (4-2), Svizzera (2-2), Germania (3-1) | [ 31 ] |

### Record sul tempo
Un importante record detenuto dalla nazionale italiana è quello dei minuti senza subire reti: 1168. Dalla rete subita nella sfida contro i Paesi Bassi nella UEFA Nations League del 14 ottobre 2020, alla rete siglata dall'Austria nel secondo tempo supplementare degli ottavi di finale del campionato d'Europa 2020, si sono alternati imbattuti tra i pali i portieri Gianluigi Donnarumma (che ha giocato per 987 minuti), Salvatore Sirigu (91 minuti), Alessio Cragno (63 minuti) e Alex Meret (27 minuti). Questo record migliora quello precedente di 1143 minuti, che apparteneva sempre alla nazionale italiana, siglato nel periodo tra il 1972 e il 1974. In questo caso la porta azzurra era stata difesa solamente da Dino Zoff, che conserva quindi il record di minuti di imbattibilità di un singolo portiere.
Dati aggiornati al 9 giugno 2025, dopo l'incontro Italia-Moldavia.
Legenda colori:

           Record mondiale

| Record                                     | Tempo                         | Periodo                               | Avversari | Note   |
| ------------------------------------------ | ----------------------------- | ------------------------------------- | --- | ------ |
| Maggior numero di minuti senza segnare     | 374 minuti                    | Dal 9 ottobre 2017 al 27 marzo 2018   | Albania (0-1, dal 73' rete di Antonio Candreva), Svezia (0-1), Svezia (0-0), Argentina (0-2), Inghilterra (0-1, all'87' rete su rigore di Lorenzo Insigne) | [ 35 ] |
| Maggior numero di minuti senza subire reti | 1168 minuti (record mondiale) | Dal 14 ottobre 2020 al 26 giugno 2021 | Paesi Bassi (1-1, dal 25' rete di Donny van de Beek), Estonia (4-0), Polonia (2-0), Bosnia ed Erzegovina (2-0), Irlanda del Nord (2-0), Bulgaria (2-0), Lituania (2-0),San Marino (7-0), Rep. Ceca (4-0), Turchia (3-0), Svizzera (3-0), Galles (1-0), Austria (2-1, al 114' rete di Saša Kalajdžić) | [ 36 ] |

## Statistiche e record individuali

### Classifica delle presenze

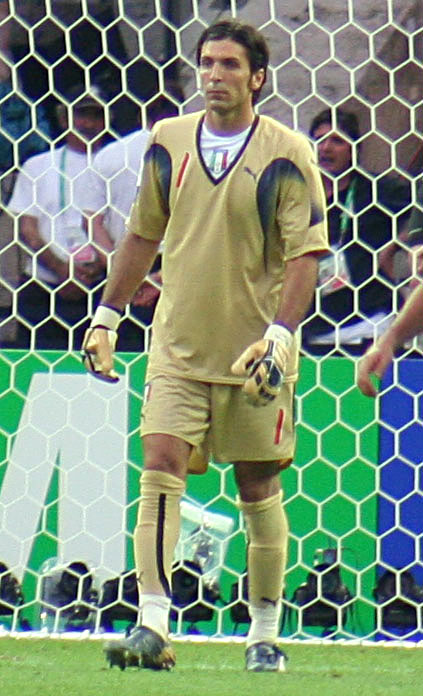
Gianluigi Buffon, primatista di presenze nella storia azzurra, nel finale della Coppa del Mondo FIFA del 2006

Di seguito è proposta la classifica generale delle presenze nella nazionale di calcio dell'Italia, limitatamente alle prime dieci posizioni. Gianluigi Buffon è il primatista assoluto dell'Italia, con 176 incontri disputati nel periodo di militanza in nazionale (1997-2018), oltre a detenere il record di presenze nelle amichevoli, alla FIFA Confederations Cup (a pari merito con Giorgio Chiellini e Riccardo Montolivo), nelle qualificazioni al campionato europeo UEFA e nelle qualificazioni al campionato mondiale FIFA). Nella classifica generale sono evidenziati in giallo i calciatori con almeno 100 presenze in nazionale, inseriti dalla FIFA nell'albo d'oro chiamato FIFA Century Club, a cui non corrisponde alcun trofeo fisico. Dal 2011 la UEFA invece consegna al giocatore alla centesima presenza un cappello commemorativo in velluto con un pendaglio in cima e lo stemma della federazione d'appartenenza del giocatore, oltre ad una medaglia d'argento con laccetto azzurro.
Dati aggiornati al 9 giugno 2025, dopo l'incontro Italia-Moldavia.
Legenda colori:

           Calciatori nel FIFA Century Club

| Pos. | Calciatore         | Incontri | Periodo   |
| ---- | ------------------ | -------- | --------- |
| 1    | Gianluigi Buffon   | 176      | 1997-2018 |
| 2    | Fabio Cannavaro    | 136      | 1997-2010 |
| 3    | Paolo Maldini      | 126      | 1988-2002 |
| 4    | Leonardo Bonucci   | 121      | 2010-2023 |
| 5    | Daniele De Rossi   | 117      | 2004-2017 |
| 5    | Giorgio Chiellini  | 117      | 2004-2022 |
| 7    | Andrea Pirlo       | 116      | 2002-2015 |
| 8    | Dino Zoff          | 112      | 1968-1983 |
| 9    | Gianluca Zambrotta | 98       | 1999-2010 |
| 10   | Giacinto Facchetti | 94       | 1963-1977 |

### Classifica dei capitani

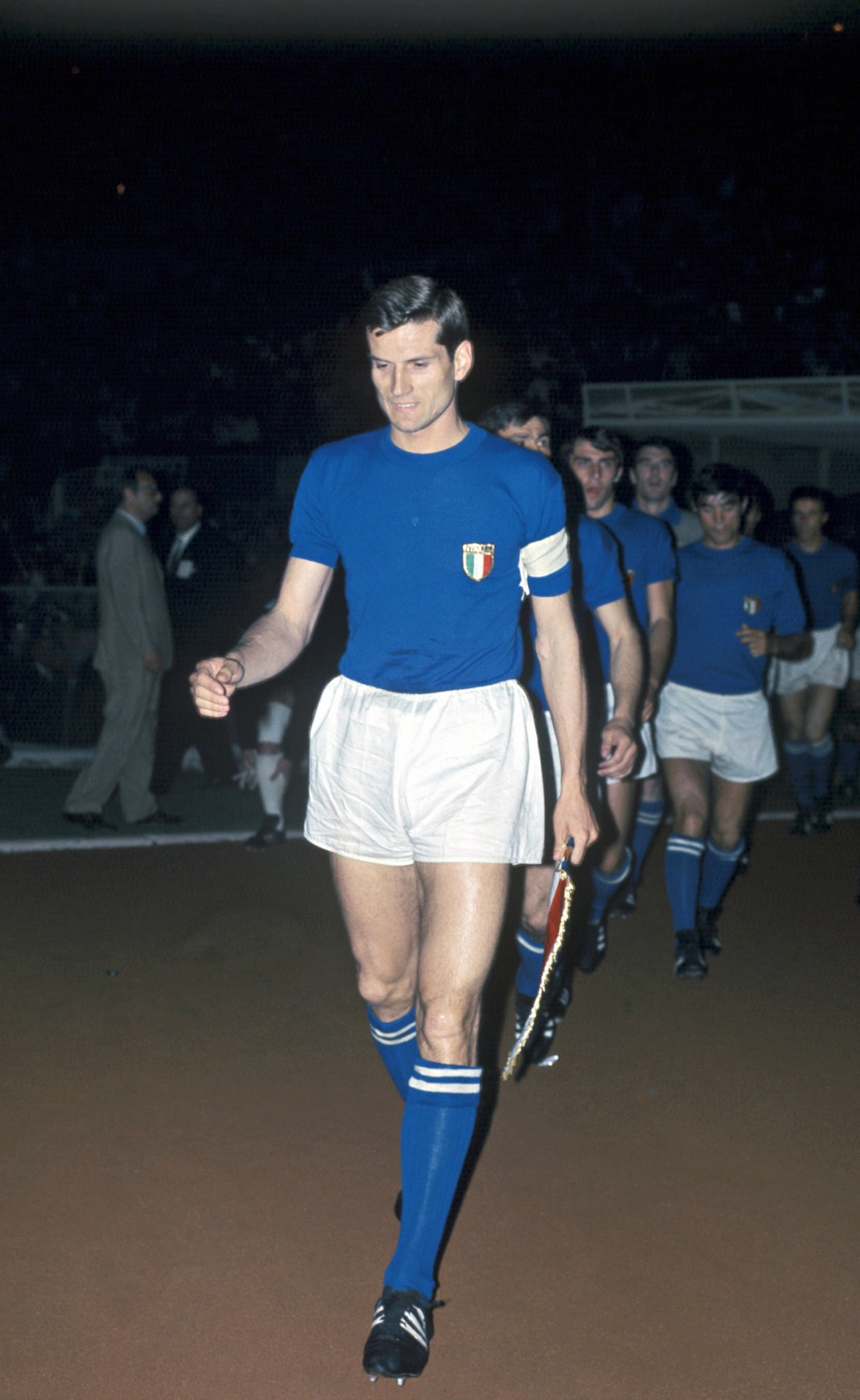
Giacinto Facchetti, capitano stabile della nazionale per il periodo di tempo più lungo

Di seguito è proposta la classifica generale delle presenze da capitano nella nazionale di calcio dell'Italia, limitatamente alle prime dieci posizioni. Anche in questa classifica Gianluigi Buffon è il primatista assoluto dell'Italia, con 80 incontri disputati da capitano nel periodo di militanza in nazionale (1997-2018).
Dati aggiornati al 23 marzo 2025, dopo l'incontro Germania-Italia.
| Pos. | Calciatore         | Incontri | Periodo   |
| ---- | ------------------ | -------- | --------- |
| 1    | Gianluigi Buffon   | 80       | 2004-2018 |
| 2    | Fabio Cannavaro    | 79       | 2001-2010 |
| 3    | Paolo Maldini      | 74       | 1993-2002 |
| 4    | Giacinto Facchetti | 70       | 1966-1977 |
| 5    | Dino Zoff          | 59       | 1974-1983 |
| 6    | Giuseppe Bergomi   | 33       | 1988-1991 |
| 7    | Franco Baresi      | 31       | 1990-1994 |
| 8    | Adolfo Baloncieri  | 27       | 1924-1930 |
| 9    | Leonardo Bonucci   | 26       | 2014-2023 |
| 9    | Renzo De Vecchi    | 26       | 1920-1925 |

### Classifica dei marcatori

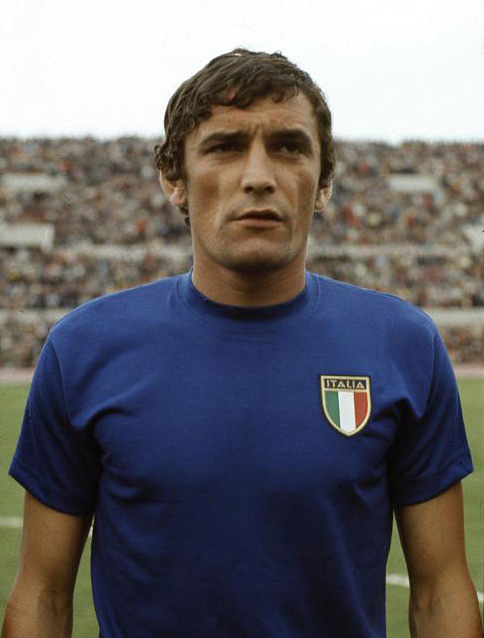
Luigi Riva, miglior marcatore della storia azzurra, nel 1968

Di seguito è proposta la classifica generale dei marcatori della storia della nazionale di calcio dell'Italia. Luigi Riva, detto "Gigi", è il miglior marcatore in assoluto dell'Italia, con 35 gol segnati nel periodo di militanza in nazionale (1965-1974), oltre ad essere il miglior goleador azzurro nella storia delle Qualificazioni al campionato mondiale FIFA.
Il record di 4 marcature in un solo match è condiviso da sei calciatori: Carlo Biagi (7 agosto 1936 alle Olimpiadi di Berlino contro il Giappone), Francesco Pernigo (2 agosto 1948 alle Olimpiadi di Londra contro gli Stati Uniti), Omar Sivori (4 novembre 1961 nelle qualificazioni al campionato del mondo contro Israele), Alberto Orlando (2 dicembre 1962 nelle qualificazioni al campionato europeo contro la Turchia), Luigi Riva (31 marzo 1973 nelle qualificazioni al campionato del mondo contro il Lussemburgo) e Roberto Bettega (15 ottobre 1977 nelle qualificazioni al campionato del mondo contro la Finlandia).
Dati aggiornati al 23 marzo 2025, dopo l'incontro Germania-Italia.
| Pos. | Calciatore           | Reti | Periodo   |
| ---- | -------------------- | ---- | --------- |
| 1    | Luigi Riva           | 35   | 1965-1974 |
| 2    | Giuseppe Meazza      | 33   | 1930-1939 |
| 3    | Silvio Piola         | 30   | 1935-1952 |
| 4    | Roberto Baggio       | 27   | 1988-2004 |
| 4    | Alessandro Del Piero | 27   | 1995-2008 |
| 6    | Alessandro Altobelli | 25   | 1980-1988 |
| 6    | Adolfo Baloncieri    | 25   | 1920-1930 |
| 6    | Filippo Inzaghi      | 25   | 1997-2007 |
| 9    | Francesco Graziani   | 23   | 1975-1983 |
| 9    | Christian Vieri      | 23   | 1997-2005 |

### Classifica dei titoli e delle medaglie

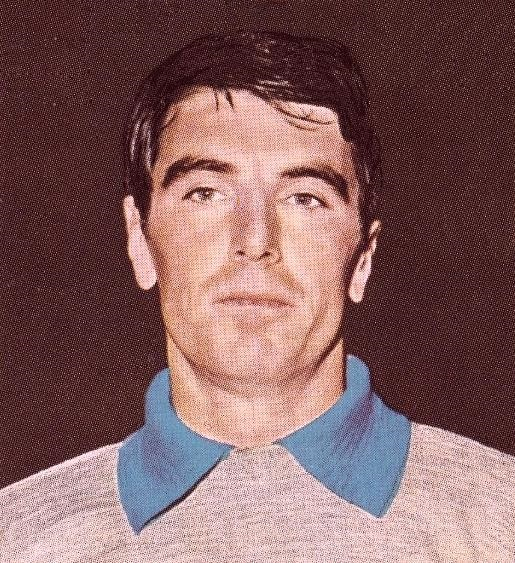
Dino Zoff, unico azzurro divenuto sia campione del mondo che d'Europa con la nazionale italiana.

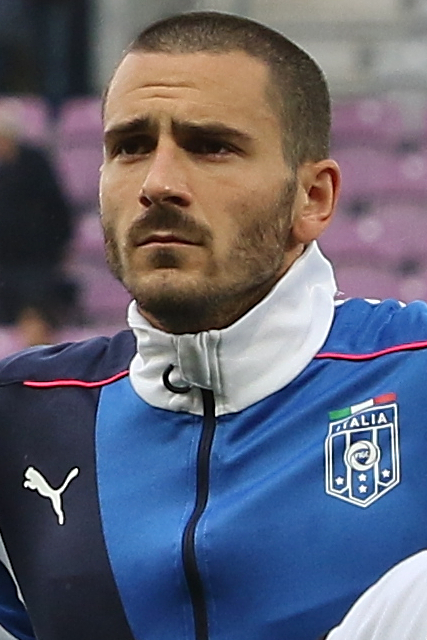
Leonardo Bonucci è l'Azzurro più medagliato nella storia della nazionale.

Sono 144 i calciatori azzurri che hanno vinto un titolo ufficiale della FIFA e/o dell'UEFA indossando la maglia della Nazionale italiana. Di questi, 85 hanno conseguito il titolo di "campione del mondo" vincendo la Coppa del mondo FIFA, 48 di "campione d'Europa" conquistando il campionato europeo UEFA e 14 sono divenuti "campioni olimpici" ottenendo la medaglia d'oro nel torneo olimpico di calcio.
Nessun calciatore ha mai conquistato più di due titoli, e hanno vinto due trofei con la maglia della nazionale solamente nove azzurri: Giovanni Ferrari, Guido Masetti, Giuseppe Meazza ed Eraldo Monzeglio sono stati per due volte vincitori del campionato mondiale; Dino Zoff ha conseguito, unico italiano, il doppio titolo di campione sia del mondo sia europeo; Sergio Bertoni, Alfredo Foni, Ugo Locatelli e Pietro Rava hanno vinto il campionato mondiale e la medaglia d'oro olimpica.
Una particolarità, dovuta ai regolamenti FIFA e UEFA, è che i calciatori Pietro Arcari, Giuseppe Cavanna, Bruno Chizzo e Aldo Donati, pur non rientrando in nessuna statistica della nazionale in quanto non sono mai scesi in campo con la maglia dell'Italia, possono comunque fregiarsi del titolo di "campione del mondo" in quanto facenti parte delle spedizioni azzurre vincenti.
Leonardo Bonucci è invece l'Azzurro più medagliato in tornei FIFA e UEFA, conquistando sei medaglie totali: oro al campionato europeo di calcio 2020, argento al campionato europeo di calcio 2012 e nella Coppa dei Campioni CONMEBOL-UEFA 2022, bronzo nella FIFA Confederations Cup 2013, nella UEFA Nations League 2020-2021 e nella UEFA Nations League 2022-2023. Al secondo posto si piazza Giorgio Chiellini con cinque medaglie, le stesse di Bonucci con l'eccezione del bronzo alla Nations League 2023, conquistato dall'Italia un anno dopo l'abbandono alla maglia azzurra del difensore.
Dei calciatori vincitori di almeno tre medaglie, si segnala: Franco Baresi, che nella Coppa del mondo FIFA è salito su tutti i gradini del podio, con un oro a Spagna 1982, un argento a Stati Uniti 1994 e un bronzo a Italia 1990;  quindici calciatori azzurri (Bonucci, Chiellini, Sirigu, Francesco Acerbi, Nicolò Barella, Alessandro Bastoni, Federico Bernardeschi, Bryan Cristante, Giovanni Di Lorenzo, Gianluigi Donnarumma, Jorginho, Manuel Locatelli, Alex Meret, Emerson Palmieri e Giacomo Raspadori) che, in meno di un anno solare e precisamente dall'11 luglio 2021 al 1º giugno 2022, hanno ricevuto dall'UEFA una medaglia per ciascuna delle tre competizioni per nazionali attualmente organizzate dalla confederazione europea (oro all'Europeo 2020, argento alla Finalissima 2022 e bronzo alla UEFA Nations League 2020-2021); Paolo Maldini, il più medagliato senza aver tuttavia mai conseguito un titolo con l'Italia (bronzo al campionato del mondo 1990, argento al campionato del mondo 1994 e argento al campionato d'Europa 2000).
Infine, ai quattro calciatori sopra citati che hanno vinto un titolo anche senza essere mai scesi in campo con la maglia della nazionale, si aggiunge come medagliato anche il portiere Francesco Antonioli che, pur non avendo mai difeso la porta della nazionale nella sua carriera, ha ottenuto la medaglia d'argento al campionato d'Europa 2000 come terzo portiere nella spedizione azzurra.
Dati aggiornati al 18 giugno 2023, dopo la medaglia di bronzo conquistata nella UEFA Nations League 2022-2023.

#### Titoli conquistati
Di seguito la lista di tutti i calciatori della Nazionale italiana ad aver conseguito un titolo ufficiale riconosciuto dalla FIFA:
| Calciatore              | CM            | CE       | GO       | Totale |
| ----------------------- | ------------- | -------- | -------- | ------ |
| Giovanni Ferrari        | 2 (1934-1938) | 0        | 0        | 2      |
| Guido Masetti           | 2 (1934-1938) | 0        | 0        | 2      |
| Giuseppe Meazza         | 2 (1934-1938) | 0        | 0        | 2      |
| Eraldo Monzeglio        | 2 (1934-1938) | 0        | 0        | 2      |
| Dino Zoff               | 1 (1982)      | 1 (1968) | 0        | 2      |
| Sergio Bertoni          | 1 (1938)      | 0        | 1 (1936) | 2      |
| Alfredo Foni            | 1 (1938)      | 0        | 1 (1936) | 2      |
| Ugo Locatelli           | 1 (1938)      | 0        | 1 (1936) | 2      |
| Pietro Rava             | 1 (1938)      | 0        | 1 (1936) | 2      |
| Luigi Allemandi         | 1 (1934)      | 0        | 0        | 1      |
| Alessandro Altobelli    | 1 (1982)      | 0        | 0        | 1      |
| Marco Amelia            | 1 (2006)      | 0        | 0        | 1      |
| Michele Andreolo        | 1 (1938)      | 0        | 0        | 1      |
| Giancarlo Antognoni     | 1 (1982)      | 0        | 0        | 1      |
| Pietro Arcari           | 1 (1934)      | 0        | 0        | 1      |
| Franco Baresi           | 1 (1982)      | 0        | 0        | 1      |
| Simone Barone           | 1 (2006)      | 0        | 0        | 1      |
| Andrea Barzagli         | 1 (2006)      | 0        | 0        | 1      |
| Giuseppe Bergomi        | 1 (1982)      | 0        | 0        | 1      |
| Luigi Bertolini         | 1 (1934)      | 0        | 0        | 1      |
| Amedeo Biavati          | 1 (1938)      | 0        | 0        | 1      |
| Ivano Bordon            | 1 (1982)      | 0        | 0        | 1      |
| Felice Borel            | 1 (1934)      | 0        | 0        | 1      |
| Gianluigi Buffon        | 1 (2006)      | 0        | 0        | 1      |
| Antonio Cabrini         | 1 (1982)      | 0        | 0        | 1      |
| Umberto Caligaris       | 1 (1934)      | 0        | 0        | 1      |
| Mauro Germán Camoranesi | 1 (2006)      | 0        | 0        | 1      |
| Fabio Cannavaro         | 1 (2006)      | 0        | 0        | 1      |
| Armando Castellazzi     | 1 (1934)      | 0        | 0        | 1      |
| Franco Causio           | 1 (1982)      | 0        | 0        | 1      |
| Giuseppe Cavanna        | 1 (1934)      | 0        | 0        | 1      |
| Carlo Ceresoli          | 1 (1938)      | 0        | 0        | 1      |
| Bruno Chizzo            | 1 (1938)      | 0        | 0        | 1      |
| Gino Colaussi           | 1 (1938)      | 0        | 0        | 1      |
| Fulvio Collovati        | 1 (1982)      | 0        | 0        | 1      |
| Gianpiero Combi         | 1 (1934)      | 0        | 0        | 1      |
| Bruno Conti             | 1 (1982)      | 0        | 0        | 1      |
| Atilio Demaría          | 1 (1934)      | 0        | 0        | 1      |
| Daniele De Rossi        | 1 (2006)      | 0        | 0        | 1      |
| Alessandro Del Piero    | 1 (2006)      | 0        | 0        | 1      |
| Aldo Donati             | 1 (1938)      | 0        | 0        | 1      |
| Giuseppe Dossena        | 1 (1982)      | 0        | 0        | 1      |
| Attilio Ferraris        | 1 (1934)      | 0        | 0        | 1      |
| Pietro Ferraris         | 1 (1938)      | 0        | 0        | 1      |
| Giovanni Galli          | 1 (1982)      | 0        | 0        | 1      |
| Gennaro Gattuso         | 1 (2006)      | 0        | 0        | 1      |
| Mario Genta             | 1 (1938)      | 0        | 0        | 1      |
| Claudio Gentile         | 1 (1982)      | 0        | 0        | 1      |
| Alberto Gilardino       | 1 (2006)      | 0        | 0        | 1      |
| Francesco Graziani      | 1 (1982)      | 0        | 0        | 1      |
| Fabio Grosso            | 1 (2006)      | 0        | 0        | 1      |
| Enrique Guaita          | 1 (1934)      | 0        | 0        | 1      |
| Anfilogino Guarisi      | 1 (1934)      | 0        | 0        | 1      |
| Vincenzo Iaquinta       | 1 (2006)      | 0        | 0        | 1      |
| Filippo Inzaghi         | 1 (2006)      | 0        | 0        | 1      |
| Gianpiero Marini        | 1 (1982)      | 0        | 0        | 1      |
| Daniele Massaro         | 1 (1982)      | 0        | 0        | 1      |
| Marco Materazzi         | 1 (2006)      | 0        | 0        | 1      |
| Luis Monti              | 1 (1934)      | 0        | 0        | 1      |
| Alessandro Nesta        | 1 (2006)      | 0        | 0        | 1      |
| Massimo Oddo            | 1 (2006)      | 0        | 0        | 1      |
| Aldo Olivieri           | 1 (1938)      | 0        | 0        | 1      |
| Gabriele Oriali         | 1 (1982)      | 0        | 0        | 1      |
| Renato Olmi             | 1 (1938)      | 0        | 0        | 1      |
| Raimundo Orsi           | 1 (1934)      | 0        | 0        | 1      |
| Piero Pasinati          | 1 (1938)      | 0        | 0        | 1      |
| Mario Perazzolo         | 1 (1938)      | 0        | 0        | 1      |
| Simone Perrotta         | 1 (2006)      | 0        | 0        | 1      |
| Angelo Peruzzi          | 1 (2006)      | 0        | 0        | 1      |
| Silvio Piola            | 1 (1938)      | 0        | 0        | 1      |
| Andrea Pirlo            | 1 (2006)      | 0        | 0        | 1      |
| Mario Pizziolo          | 1 (1934)      | 0        | 0        | 1      |
| Virginio Rosetta        | 1 (1934)      | 0        | 0        | 1      |
| Paolo Rossi             | 1 (1982)      | 0        | 0        | 1      |
| Angelo Schiavio         | 1 (1934)      | 0        | 0        | 1      |
| Gaetano Scirea          | 1 (1982)      | 0        | 0        | 1      |
| Franco Selvaggi         | 1 (1982)      | 0        | 0        | 1      |
| Pietro Serantoni        | 1 (1938)      | 0        | 0        | 1      |
| Marco Tardelli          | 1 (1982)      | 0        | 0        | 1      |
| Luca Toni               | 1 (2006)      | 0        | 0        | 1      |
| Francesco Totti         | 1 (2006)      | 0        | 0        | 1      |
| Mario Varglien          | 1 (1934)      | 0        | 0        | 1      |
| Pietro Vierchowod       | 1 (1982)      | 0        | 0        | 1      |
| Cristian Zaccardo       | 1 (2006)      | 0        | 0        | 1      |
| Gianluca Zambrotta      | 1 (2006)      | 0        | 0        | 1      |
| Francesco Acerbi        | 0             | 1 (2020) | 0        | 1      |
| Enrico Albertosi        | 0             | 1 (1968) | 0        | 1      |
| Pietro Anastasi         | 0             | 1 (1968) | 0        | 1      |
| Angelo Anquilletti      | 0             | 1 (1968) | 0        | 1      |
| Nicolò Barella          | 0             | 1 (2020) | 0        | 1      |
| Alessandro Bastoni      | 0             | 1 (2020) | 0        | 1      |
| Andrea Belotti          | 0             | 1 (2020) | 0        | 1      |
| Domenico Berardi        | 0             | 1 (2020) | 0        | 1      |
| Giancarlo Bercellino    | 0             | 1 (1968) | 0        | 1      |
| Federico Bernardeschi   | 0             | 1 (2020) | 0        | 1      |
| Leonardo Bonucci        | 0             | 1 (2020) | 0        | 1      |
| Giacomo Bulgarelli      | 0             | 1 (1968) | 0        | 1      |
| Tarcisio Burgnich       | 0             | 1 (1968) | 0        | 1      |
| Ernesto Castano         | 0             | 1 (1968) | 0        | 1      |
| Gaetano Castrovilli     | 0             | 1 (2020) | 0        | 1      |
| Giorgio Chiellini       | 0             | 1 (2020) | 0        | 1      |
| Federico Chiesa         | 0             | 1 (2020) | 0        | 1      |
| Bryan Cristante         | 0             | 1 (2020) | 0        | 1      |
| Giancarlo De Sisti      | 0             | 1 (1968) | 0        | 1      |
| Giovanni Di Lorenzo     | 0             | 1 (2020) | 0        | 1      |
| Angelo Domenghini       | 0             | 1 (1968) | 0        | 1      |
| Gianluigi Donnarumma    | 0             | 1 (2020) | 0        | 1      |
| Emerson Palmieri        | 0             | 1 (2020) | 0        | 1      |
| Giacinto Facchetti      | 0             | 1 (1968) | 0        | 1      |
| Giorgio Ferrini         | 0             | 1 (1968) | 0        | 1      |
| Alessandro Florenzi     | 0             | 1 (2020) | 0        | 1      |
| Aristide Guarneri       | 0             | 1 (1968) | 0        | 1      |
| Ciro Immobile           | 0             | 1 (2020) | 0        | 1      |
| Lorenzo Insigne         | 0             | 1 (2020) | 0        | 1      |
| Jorginho                | 0             | 1 (2020) | 0        | 1      |
| Antonio Juliano         | 0             | 1 (1968) | 0        | 1      |
| Manuel Locatelli        | 0             | 1 (2020) | 0        | 1      |
| Giovanni Lodetti        | 0             | 1 (1968) | 0        | 1      |
| Sandro Mazzola          | 0             | 1 (1968) | 0        | 1      |
| Alex Meret              | 0             | 1 (2020) | 0        | 1      |
| Matteo Pessina          | 0             | 1 (2020) | 0        | 1      |
| Pierino Prati           | 0             | 1 (1968) | 0        | 1      |
| Giacomo Raspadori       | 0             | 1 (2020) | 0        | 1      |
| Gigi Riva               | 0             | 1 (1968) | 0        | 1      |
| Gianni Rivera           | 0             | 1 (1968) | 0        | 1      |
| Roberto Rosato          | 0             | 1 (1968) | 0        | 1      |
| Sandro Salvadore        | 0             | 1 (1968) | 0        | 1      |
| Salvatore Sirigu        | 0             | 1 (2020) | 0        | 1      |
| Leonardo Spinazzola     | 0             | 1 (2020) | 0        | 1      |
| Rafael Tolói            | 0             | 1 (2020) | 0        | 1      |
| Marco Verratti          | 0             | 1 (2020) | 0        | 1      |
| Lido Vieri              | 0             | 1 (1968) | 0        | 1      |
| Giuseppe Baldo          | 0             | 0        | 1 (1936) | 1      |
| Carlo Biagi             | 0             | 0        | 1 (1936) | 1      |
| Giulio Cappelli         | 0             | 0        | 1 (1936) | 1      |
| Annibale Frossi         | 0             | 0        | 1 (1936) | 1      |
| Francesco Gabriotti     | 0             | 0        | 1 (1936) | 1      |
| Libero Marchini         | 0             | 0        | 1 (1936) | 1      |
| Alfonso Negro           | 0             | 0        | 1 (1936) | 1      |
| Achille Piccini         | 0             | 0        | 1 (1936) | 1      |
| Luigi Scarabello        | 0             | 0        | 1 (1936) | 1      |
| Bruno Venturini         | 0             | 0        | 1 (1936) | 1      |

#### Medaglie conquistate

Franco Baresi, unico calciatore ad aver conquistato ai mondiali tutte le tipologie di medaglie assegnate nei primi tre posti.

Di seguito la lista dei calciatori ad aver conseguito il maggior numero di medaglie (almeno 3) nelle competizioni ufficiali riconosciute dalla FIFA e dall'UEFA per le nazionali maggiori (non comprendendo quindi il bronzo olimpico ad Atene 2004, poiché conquistato dalla nazionale olimpica di calcio dell'Italia):
Legenda

 Medaglia d'oro 

 Medaglia d'argento 

 Medaglia di bronzo 

| Calciatore            | CM | CC | GO | CE | NL | CdC | Totale |
| --------------------- | -- | -- | -- | -- | -- | --- | ------ |
| Leonardo Bonucci      | -  |    | -  |    |    |     | 6      |
| Giorgio Chiellini     | -  |    | -  |    |    |     | 5      |
| Francesco Acerbi      | -  | -  | -  |    |    |     | 4      |
| Nicolò Barella        | -  | -  | -  |    |    |     | 4      |
| Bryan Cristante       | -  | -  | -  |    |    |     | 4      |
| Giovanni Di Lorenzo   | -  | -  | -  |    |    |     | 4      |
| Gianluigi Donnarumma  | -  | -  | -  |    |    |     | 4      |
| Jorginho              | -  | -  | -  |    |    |     | 4      |
| Alex Meret            | -  | -  | -  |    |    |     | 4      |
| Giacomo Raspadori     | -  | -  | -  |    |    |     | 4      |
| Salvatore Sirigu      | -  |    | -  |    |    | -   | 4      |
| Dino Zoff             |    | -  | -  |    | -  | -   | 3      |
| Franco Baresi         |    | -  | -  | -  | -  | -   | 3      |
| Andrea Barzagli       |    |    | -  |    | -  | -   | 3      |
| Gianluigi Buffon      |    |    | -  |    | -  | -   | 3      |
| Daniele De Rossi      |    |    | -  |    | -  | -   | 3      |
| Andrea Pirlo          |    |    | -  |    | -  | -   | 3      |
| Paolo Maldini         |    | -  | -  |    | -  | -   | 3      |
| Alessandro Bastoni    | -  | -  | -  |    |    |     | 3      |
| Federico Bernardeschi | -  | -  | -  |    |    |     | 3      |
| Manuel Locatelli      | -  | -  | -  |    |    |     | 3      |
| Emerson Palmieri      | -  | -  | -  |    |    |     | 3      |
| Leonardo Spinazzola   | -  | -  | -  |    |    |     | 3      |
| Marco Verratti        | -  | -  | -  |    |    |     | 3      |
| Lorenzo Pellegrini    | -  | -  | -  |    |    |     | 3      |
| Federico Chiesa       | -  | -  | -  |    |    |     | 3      |

### Record anagrafici
Dati aggiornati al 23 marzo 2025, dopo l'incontro Germania-Italia.

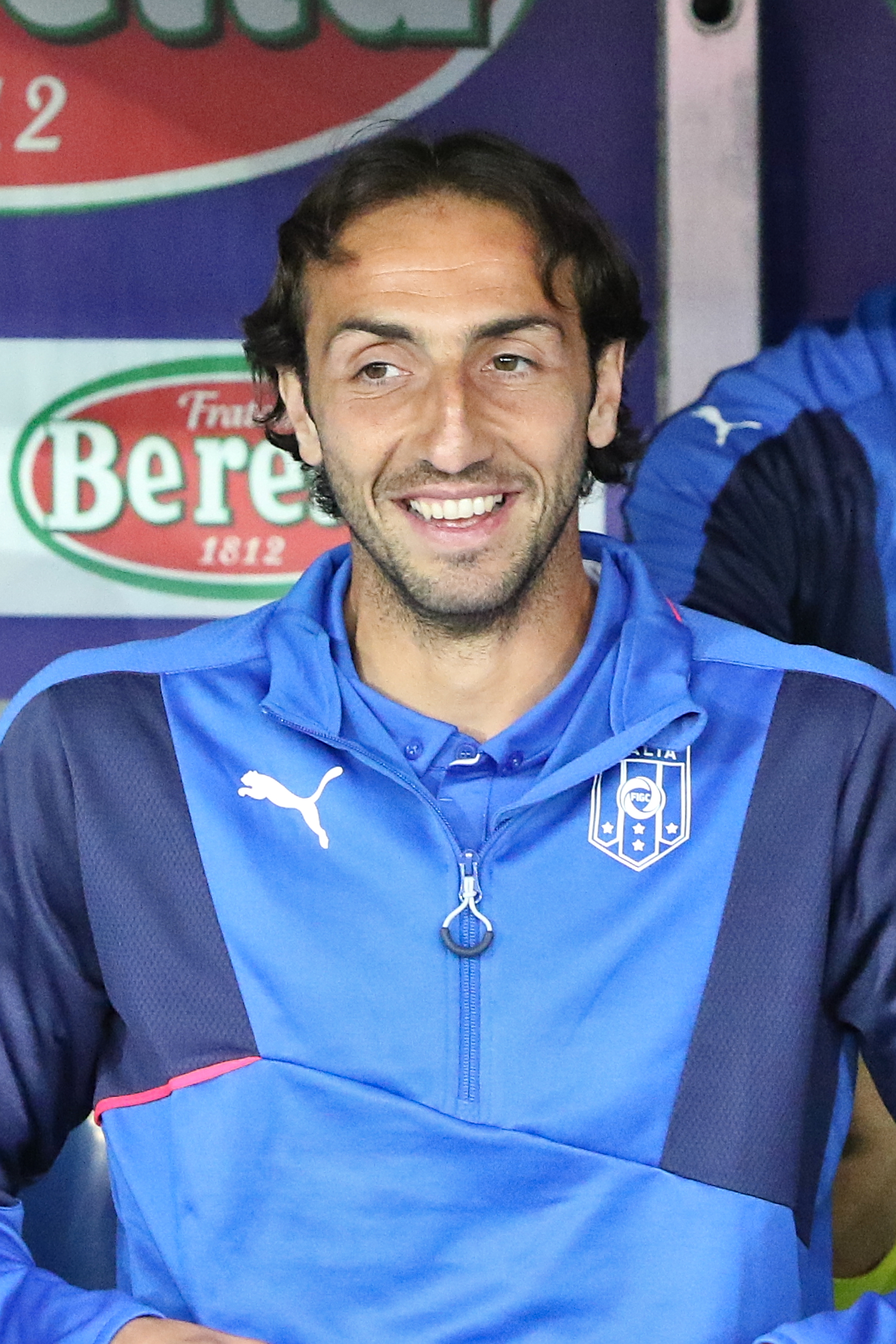
Emiliano Moretti, esordiente più anziano, a 33 anni

| Record                           | Calciatore         | Età/Periodo                | Incontro                                                                                       | Note   |
| -------------------------------- | ------------------ | -------------------------- | ---------------------------------------------------------------------------------------------- | ------ |
| Esordiente più giovane           | Renzo De Vecchi    | 16 anni, 3 mesi, 23 giorni | 27 maggio 1910 (Ungheria-Italia 6-1)                                                           | [ 41 ] |
| Esordiente più anziano           | Emiliano Moretti   | 33 anni, 5 mesi, 7 giorni  | 18 novembre 2014 (Italia-Albania 1-0)                                                          | [ 42 ] |
| Marcatore più giovane            | Wilfried Gnonto    | 18 anni, 7 mesi, 16 giorni | 14 giugno 2022 (Germania-Italia 5-2)                                                           | [ 43 ] |
| Marcatore più anziano            | Fabio Quagliarella | 36 anni, 1 mese, 26 giorni | 26 marzo 2019 (Italia-Liechtenstein 6-0)                                                       | [ 44 ] |
| Capitano più giovane             | Bruno Nicolè       | 21 anni, 2 mesi, 1 giorno  | 25 aprile 1961 (Italia-Irlanda del Nord 3-2)                                                   | [ 45 ] |
| Capitano più anziano             | Dino Zoff          | 41 anni, 3 mesi, 1 giorno  | 29 maggio 1983 (Svezia-Italia 2-0)                                                             | [ 46 ] |
| Calciatore più anziano           | Dino Zoff          | 41 anni, 3 mesi, 1 giorno  | 29 maggio 1983 (Svezia-Italia 2-0)                                                             | [ 46 ] |
| Carriera più lunga da capitano   | Giacinto Facchetti | 11 anni, 15 giorni         | Dal 1 novembre 1966 (Italia-Unione Sovietica 1-0) al 16 novembre 1977 (Inghilterra-Italia 2-0) | [ 48 ] |
| Carriera più lunga da calciatore | Gianluigi Buffon   | 20 anni, 4 mesi, 25 giorni | Dal 29 ottobre 1997 (Russia-Italia 1-1) al 23 marzo 2018 (Argentina-Italia 2-0)                | [ 48 ] |

### Record sul tempo

Dino Zoff, detentore del record di imbattibilità di un singolo portiere della nazionale, mentre difende la porta degli Azzurri.

Dino Zoff detiene il record di imbattibilità di un singolo portiere della nazionale, con 1.143 minuti senza subire reti, ottenuto a cavallo tra il 1972 e il 1974, che risulta essere l'attuale record mondiale di imbattibilità per un portiere di nazionale di calcio. Tra l'altro, fino al 2021 questo record coincideva anche con quello del maggior numero di minuti senza subire reti per una nazionale, in quanto Zoff non venne mai sostituito né saltò un incontro; ma è stato superato, sempre dall'Italia, con 1.168 minuti di imbattibilità, ottenuto però con quattro diversi portieri in campo, che fanno quindi mantenere a Zoff il proprio record individuale.
La rete più veloce della storia azzurra è stata segnata da Emanuele Giaccherini, dopo soli diciannove secondi di gioco dal fischio di inizio dell'incontro, che supera il precedente record appartenuto a Salvatore Bagni, che impiegò venti secondi per segnare ad Haiti.
La rete più tardiva è invece quella segnata da Alessandro Del Piero, che segnò dopo 120 minuti e 14 secondi di gioco, a tempo scaduto del secondo supplementare della semifinale del campionato del mondo 2006 contro la Germania, andando a definire il punteggio di 2-0 per gli Azzurri e mandando l'Italia in finale della competizione. Limitatamente ai tempi regolamentari, la rete più tardiva risulta essere quella di Mattia Zaccagni, che nel corso di Croazia-Italia della fase a gironi del campionato europeo del 2024, finita 1-1, realizzò il gol del pareggio dopo 97 minuti e 19 secondi.
Dati aggiornati al 23 marzo 2025, dopo l'incontro Germania-Italia.
Legenda colori:

           Record mondiale

| Record                     | Calciatore           | Tempo                         | Incontro | Note   |
| -------------------------- | -------------------- | ----------------------------- | --- | ------ |
| Rete più veloce            | Emanuele Giaccherini | 19 secondi                    | 11 giugno 2013 (Italia-Haiti 2-2)                                                                              | [ 49 ] |
| Rete più tardiva           | Alessandro Del Piero | 120 minuti e 14 secondi       | 4 luglio 2006 (Germania-Italia 0-2)                                                                            |        |
| Imbattibilità del portiere | Dino Zoff            | 1143 minuti (record mondiale) | Dal 20 settembre 1972 (minuto 72' di Italia-Jugoslavia 3-1) al 15 giugno 1974 (minuto 46' di Italia-Haiti 3-1) | [ 50 ] |